# حسین غفوری‌زاده
حسین غفوری‌زاده (‎۲۵ خرداد ۱۳۲۲ – ۲۵ اردیبهشت ۱۴۰۱) دونده ۴۰۰ متر اهل ایران بود. وی در بازی‌های المپیک تابستانی ۱۹۶۴ شرکت کرده بود.